# الحمرا (ناطع)

تعديل مصدري - تعديل

الحمرا هي إحدى قرى عزلة وعله آل رقاب بمديرية ناطع التابعة لمحافظة البيضاء، بلغ تعداد سكانها 23 نسمة حسب تعداد اليمن لعام 2004.